# Estudiantes por una Sociedad Democrática (2006)
Estudiantes para una Sociedad Democrática (acortado comúnmente como SDS), o Nuevos Estudiantes para una Sociedad Democrática (New SDS por sus siglas en inglés) es una organización activista estudiantil estadounidense fundado en 2006 en respuesta a las invasiones estadounidenses en Irak y Afganistán con el objetivo de reconstruir el movimiento estudantial. Toma inspiración del SDS original de los años 60´s, entonces la organización estudiantil radical más grande en la historia de los Estados Unidos. La SDS contemporánea es una organización distinta dirigida por jóvenes y estudiantes con secciones en todo Estados Unidos.

## Política
SDS es una organización activista liderada por estudiantes y jóvenes mayormente progresista y que aborde múltiples temas, cuyo objetivo es reconstruir el movimiento estudiantil a través de campañas de acción directa en los campus de colegios, universidades y escuelas secundarias de todo Estados Unidos. Si bien esta unido por un compromiso con la acción directa en lugar de cualquier ideología política en particular, el SDS pública declaraciones y resoluciones en contra de las guerras, y la intervención de los Estados Unidos, contra la discriminación racista, la brutalidad policial, los ataques homofóbicos y  transfobicos, contra la mujer y los derechos reproductivos, así como otros problemas en Estados Unidos y en campus universitarios a medida que surgen.

## Reformación
A partir de enero de 2006, tomó forma un esfuerzo para revivir a los Estudiantes por una Sociedad Democrática. Dos estudiantes de secundaria, Jessica Rapchik y Pat Korte, decidieron acercarse a antiguos miembros del SDS, esto para restablecer un movimiento estudiantil en los Estados Unidos. Korte contacto a Alan Haber, para este propósito contactando a Alan Haber . Pidieron una nueva generación de SDS, para construir una organización radical multitemática basada en el principio de la democracia participativa . Posteriormente se formaron varios capítulos en varias universidades y escuelas secundarias. En el Día de Martin Luther King Jr. de 2006, estos capítulos se unieron para emitir un comunicado de prensa que declaraba sus intenciones de recrear la organización nacional SDS.  En el comunicado de prensa, el SDS pidió que la primera convención nacional de la organización desde 1969 se celebrara en el verano de 2006 y que fuera precedida por una serie de conferencias regionales que se llevarían a cabo durante el fin de semana del Día de los Caídos. Estas conferencias regionales también serían las primeras de su tipo desde 1969. El 23 de abril de 2006, SDS celebró una conferencia regional del noreste en la Universidad de Brown .

## Eventos notables
El nuevo SDS ha organizado y participado en numerosas acciones contra la guerra de Irak y dejó clara su oposición a cualquier posible acción militar contra Irán por parte de Estados Unidos. El capítulo de SDS de la Universidad Pace protestó contra un discurso de Bill Clinton pronunciado en el campus de la Universidad en la ciudad de Nueva York, lo que llevó a la universidad a entregar a dos estudiantes, Lauren Giaccone y Brian Kelly, al Servicio Secreto de los Estados Unidos. Después de la amenaza de expulsión de los dos manifestantes, el SDS inició una campaña que ayudó a presionar al presidente de Pace para que dimitiera.
A partir de marzo y continuando en abril y mayo de 2006, los capítulos de SDS en todo el país participaron en una serie de acciones de apoyo a los derechos de los inmigrantes, los capítulos del SDS en Brandeis, el colegio de Connecticut y Harvard coordinaron con grandes coaliciones de estudiantes para hacer huelga y abandonar sus clases el primero de mayo.
La recién formada SDS celebró su primera convención nacional del 4 al 7 de agosto de 2006 en la Universidad de Chicago.
El 17 de marzo de 2017, grupos SDS de todo el país se reunieron y participaron en la Marcha sobre el Pentágono, en la que partes del contingente SDS junto con aliados ocuparon un puente cerca de El Pentágono, terminando con cinco manifestantes fueron arrestados. Tres días después, 83 capítulos de SDS de todo el país llevaron a cabo acciones coordinadas contra la guerra de Irak. Una de esas acciones en el área de la Bahía cerró la entrada a la sede mundial de Chevron.
El verano de 2007 fue un punto de inflexión crítico para SDS como organización nacional. Primero, SDS presentó un gran contingente en el primer Foro Social de EE. UU. en Atlanta del 27 de junio al 1 de julio. SDS se encontró formando parte de un movimiento nacional para cambiar a EE. UU.; En el foro, los miembros de SDS impartieron talleres, realizaron demostraciones y formaron vínculos con miembros de todo el país.
La segunda Convención Nacional SDS tuvo lugar del 27 al 30 de julio de 2007 en la Universidad Estatal Wayne en Detroit, Michigan. Aproximadamente 200 miembros del SDS asistieron a lo que fue una convención constitucional. El objetivo principal de la convención fue crear democráticamente una estructura nacional y una visión para la organización. Estos objetivos se lograron, aunque todas las decisiones tomadas en la convención se enviarán a los capítulos de SDS para un proceso de ratificación que actualmente está en marcha.
Los primeros Campamentos de Acción SDS nacionales tuvo lugar del 13 al 16 de agosto en Lancaster, Pennsylvania. El campamento fue organizado por el capítulo de Lancaster de SDS. Incluyó capacitaciones contra la opresión/liberación colectiva y talleres sobre una variedad de cosas, incluidas habilidades mediáticas, facilitación de reuniones y acción directa. El campamento se llevó a cabo con el fin de brindar a los estudiantes las habilidades necesarias para convertirse en mejores organizadores y profundizar la sofisticación de su visión y estrategia.
El 15 de septiembre de 2007, los capítulos de SDS de varias universidades de todo el país (incluidos Ohio, Indiana, Washington D. C., Harrisburg, PA y Nueva York) se reunieron y marcharon en la marcha de la coalición ANSWER desde las escaleras de la Casa Blanca hasta el edificio del Capitolio. Se estimó que en la protesta participaron hasta 80.000 personas. Al menos 150 fueron arrestados y hubo al menos un incidente en el que la policía roció con gas pimienta a los manifestantes.
A principios de noviembre de 2007, miembros del SDS estuvieron nuevamente presentes en un bloqueo similar en el puerto de Olympia, Washington. El bloqueo se rompió sólo después de 67 arrestos, así como del uso de gas pimienta, balas de goma y otras armas de control de multitudes. Un enfrentamiento similar se produjo en mayo de 2006 en el puerto de Olimpia.
Los miembros y capítulos de Estados Unidos y Canadá participaron en una gran serie de eventos y manifestaciones semicoordinados entre el 17 de marzo y el 21 de marzo para crear conciencia sobre el quinto aniversario de la invasión de Irak. Los primeros Campamentos de Acción SDS nacionales, tuvo lugar del 13 al 16 de agosto en Lancaster, Pensilvania. El campamento fue organizado por el capítulo de Lancaster de SDS. Incluyó capacitaciones contra la opresión/liberación colectiva y talleres sobre una variedad de cosas, incluidas habilidades mediáticas, facilitación de reuniones y acción directa. El campamento se llevó a cabo con el fin de brindar a los estudiantes las habilidades necesarias para convertirse en mejores organizadores y profundizar la sofisticación de su visión y estrategia.
El 15 de septiembre de 2007, los capítulos de SDS de varias universidades de todo el país (incluidos Ohio, Indiana, Washington D. C., Harrisburg y Nueva York) se reunieron y marcharon en la marcha de la coalición ANSWER desde las escaleras de la Casa Blanca hasta el edificio del Capitolio. Se estimó que en la protesta participaron hasta 80.000 personas. Al menos 150 fueron arrestados y hubo al menos un incidente en el que la policía roció con gas pimienta a los manifestantes.
A principios de noviembre de 2007, miembros del SDS estuvieron nuevamente presentes en un bloqueo similar en el puerto de Olympia, Washington. El bloqueo se rompió sólo después de 67 arrestos, así como del uso de gas pimienta, balas de goma y otras armas de control de multitudes. Un enfrentamiento similar se produjo en mayo de 2006 en el puerto de Olimpia.
Los miembros y capítulos de Estados Unidos y Canadá participaron en una gran serie de eventos y manifestaciones semicoordinados entre el 17 y el 21 de marzo para crear conciencia sobre el quinto aniversario de la invasión de Irak.
La Convención Nacional de 2008 se celebró en College Park, Maryland. Los miembros en la reunión decidieron una estructura nacional: el Comité Nacional de Trabajo y una campaña nacional: Poder Estudiantil para una Educación Accesible.

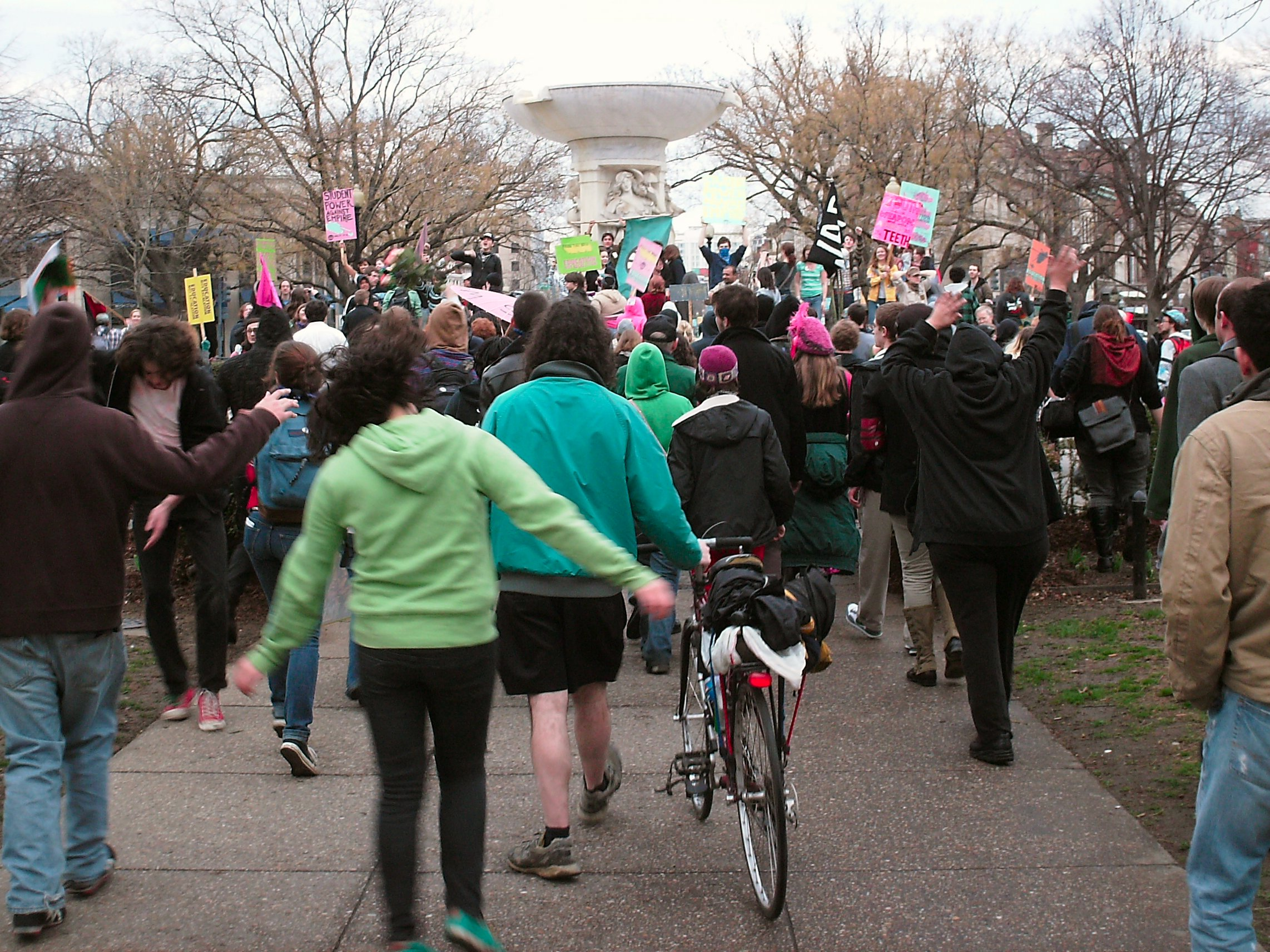
Manifestación "Funk the War", organizado por el SDS de Washington D. C.

En septiembre, las secciones de SDS de todo el país se reunieron en St. Paul, Minnesota, para participar en los cuatro días de protestas contra la Convención Nacional Republicana.
Los miembros de Providence SDS se apoderaron de una reunión de la junta directiva de la Autoridad de Transporte Público de Rhode Island (RIPTA) para protestar por los recortes de rutas propuestos. El grupo también argumenta que la junta directiva de RIPTA está separada de sus usuarios y no los representa.
Se abrieron la Universidad del Norte de Texas y varios otros capítulos. En 2008, la Universidad de Houston abrió un capítulo y se sumó a los esfuerzos de acciones por los derechos de los inmigrantes que Texas Grassroots Leadership había iniciado en 2006, realizando muchas protestas centradas en los centros de detención en Texas, particularmente el centro de detención familiar T. Don Hutto que encarceló a madres inmigrantes con hijos en Taylor, el centro en Raymondville y el Centro de Procesamiento de Houston que tiene contrato con ICE,
Estos esfuerzos en todo Texas obtuvieron un gran triunfo cuando el centro de detención T. Don Hutto cambió sus políticas y dejó de encarcelar a niños a finales de 2009. La SDS en la Universidad de Houston en Houston, Texas, ha continuado las protestas en estos centros de detención y planea construir más en 2010. Se están realizando nuevos esfuerzos en los capítulos de SDS de Texas para apoyar la Ley Dream, así como el primero de Mayo de 2010.
SDS de la Universidad de Houston también participó en el Día Nacional de Acción para Defender la Educación del 4 de marzo, junto con los capítulos de SDS en todo el país,  así como campañas nacionales contra la guerra, campañas contra la ocupación y apartheid israelí.
En marzo de 2010, miembros del capítulo de SDS de la Universidad de Wisconsin en Milwaukee organizaron una protesta frente al edificio del Canciller. El evento, diseñado para protestar contra el aumento de los costos de matrícula, fue recibido con presencia policial. La policía comenzó a usar gas pimienta y arrestó a dieciséis miembros de la protesta, incluidos miembros del SDS y organizaciones aliadas en el campus a través de la Campaña por los Derechos Educativos.